# Stazione di Otranto
La stazione di Otranto è la stazione ferroviaria dell'omonima cittadina capolinea della linea Maglie-Otranto, gestita dalle Ferrovie del Sud Est (FSE).
L'esercizio ferroviario è a spola fino a Maglie. È la stazione più orientale d'Italia.

## Caratteristiche
La stazione è dotata di due binari per il servizio passeggeri ed un terzo per il ricovero dei mezzi.

## Servizi
La stazione dispone di:
- Biglietteria a sportello e automatica
- Servizi igienici
- Area per l'attesa
- Accessibilità per portatori di handicap
- Fermata autolinee urbane ed interurbane

## Movimento
La stazione è servita dai treni regionali svolti dalle Ferrovie del Sud Est nella relazione Maglie - Otranto via la linea 7.

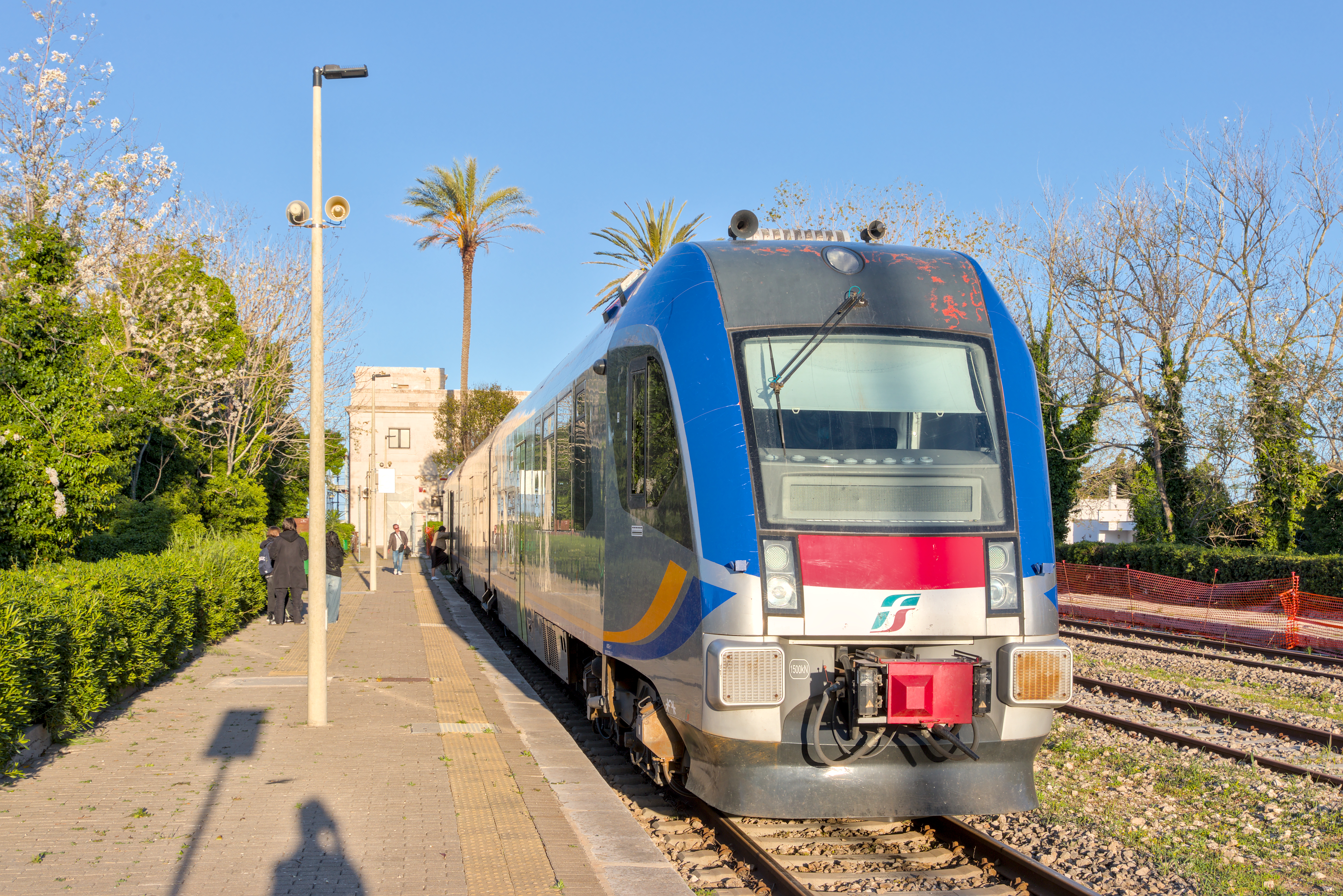
ATR 220 delle Ferrovie del Sud Est fermo al binario 3 della stazione di Otranto.